# Sanur Kaja
Sanur Kaja is een bestuurslaag in het regentschap Denpasar van de provincie Bali, Indonesië. Sanur Kaja telt 8957 inwoners (volkstelling 2010).